# Disastro di Curalaba
Disastro di Curalaba è il nome dato ad una battaglia (o attacco a sorpresa) svoltosi tra i conquistadores spagnoli guidati da Martín García Óñez de Loyola ed i Mapuche guidati da Pelantaru, in un luogo chiamato Curalaba (che significa pietra rotta in lingua mapudungun), nel Cile meridionale. Questo evento mise fine al periodo di "Conquista" della storia cilena.

## Storia
Il 21 dicembre 1598 il governatore Martín García Oñez de Loyola iniziò un viaggio verso Purén, insieme a soli 50 uomini. Il secondo giorno si accamparono nei pressi di Curalaba, senza prendere misure di protezione. I Mapuche sapevano della loro presenza, e con la cavalleria guidata da Pelantaru, i tenenti Anganamon e Guaiquimilla e 300 uomini portarono un attacco a sorpresa durante la notte. Preso alla sprovvista, il governatore García Óñez de Loyola e quasi tutti i soldati che lo accompagnavano morirono tentando di difendersi.
Questo evento fu chiamato Disastro di Curalaba dagli spagnoli. Non solo portò alla morte del governatore spagnolo, ma la notizia si sparse velocemente tra i Mapuche causando una rivolta generale a lungo preparata dal toqui Paillamachu, che alla fine distrusse i campi e le città spagnole a sud del Bío Bío nei pochi anni seguenti.